# Prochoerodes amplicineraria
Prochoerodes amplicineraria là một loài bướm đêm trong họ Geometridae.